# Tóquio Opera City Tower
Tóquio Opera City Tower é um dos arranha-céus mais altos do mundo, com 234 metros (768 ft). Edificado na cidade de Tóquio, Japão, foi concluído em 1997 com 54 andares.